# 乙琥胺
乙琥胺（INN:ethosuximide）以商品名稱Zarontin等於市場上銷售，是一種用於治療失神性癲癇發作的藥物。
此藥物可單獨使用，或是與其他抗癲癇藥物（如丙戊酸）合併使用。乙琥胺經由口服方式給藥。
人體對於乙琥胺的耐受性通常良好。使用後常見的副作用有食慾不振、腹痛、腹瀉和疲倦感。嚴重的副作用有產生自殺意念、血球減少症和紅斑性狼瘡。目前尚不清楚個體於懷孕期間服用是否會對胎兒產生不良影響。乙琥胺屬於丁二醯亞胺類藥物。其作用機制被認為是透過拮抗神經元突觸後的T型鈣離子通道而發揮。
乙琥胺於1960年在美國獲得批准用於醫療用途。它已列入世界衛生組織基本藥物標準清單之中。市面上有其通用名藥物（學名藥）販售。截至2019年，乙琥胺在許多國家都難以取得，而美國市場則存在藥廠有操控售價的質疑。

## 醫療用途
乙琥胺已獲准用於治療失神性癲癇發作，且被認為是治療此類發作的首選藥物，部分原因是它不像另一種治療失神性癲癇的藥物 - 丙戊酸 - 般具有特異性的肝毒性。

## 不良反應
乙琥胺與其他抗癲癇藥物相同，在懷孕期間使用需要謹慎。目前沒明確證據，證明此藥物會直接導致胎兒發生先天性缺陷。而即使是輕微的癲癇發作對母親和胎兒都有已知風險，因此醫生在開立乙琥胺給孕婦使用時，需要仔細權衡其潛在的風險和益處後才做決定。

### 對中樞神經系統

#### 常見
- 昏睡
- 困惑（英语：Confusion）
- 失眠
- 頭痛
- 共濟失調

#### 罕見
- 思覺失調
- 性慾增強
- 憂鬱加劇

### 消化道
- 消化不良
- 嘔吐
- 噁心
- 痛性痙攣
- 便秘
- 腹瀉
- 腹痛
- 食慾不振
- 體重降低
- 牙齦腫脹（英语：gum enlargement）
- 舌頭腫脹
- 肝臟功能障礙

### 泌尿生殖系統
- 顯微性血尿
- 陰道出血

### 血液
以下情況可能發生，無論是否有骨髓功能喪失：
- 全血細胞減少症
- 顆粒性白血球缺乏症（英语：agranulocytosis）
- 白血球減少症
- 嗜酸性白血球增多症（英语：eosinophilia）

### 皮膚
- 蕁麻疹
- 全身性紅斑狼瘡
- 史蒂芬斯－強森症候群
- 多毛症
- 搔癢

### 眼睛
- 近視

## 藥物交互作用
進行丙戊酸鹽與乙琥胺的聯合治療方案時，丙戊酸鹽可能會增或減低人體中乙琥胺的血藥濃度。然而藥理學研究顯示丙戊酸鹽與乙琥胺聯合使用，相較於單一藥物治療，會具更高的保護指數。
乙琥胺會提高血清中苯妥英的濃度。

## 作用機轉
乙琥胺被認為主要透過阻斷神經細胞上的T型鈣離子通道來抑制癲癇發作，但也可能影響其他離子通道。早期研究結果不一致，後續實驗證實其能阻斷所有亞型。神經元突觸富含此通道，早期實驗若未納入考量神經元樹突中豐富的T型鈣離子通道，則可能無法準確評估乙琥胺的藥理作用，進而影響實驗結果的可靠性。研究顯示乙琥胺能降低視丘神經元的T型鈣離子電流，且具電壓依賴性。然而，部分研究未能觀察到此效應，甚至發現乙琥胺可能需高濃度或透過降低鈉離子電流來作用。近期研究則指出，乙琥胺及其代謝物能有效阻斷複製的T型鈣離子通道，機制可能涉及物理性阻塞通道。

## 立體化學
乙琥胺是一種具有立體中心的手性藥物。在治療上，使用的是外消旋體，即 (S) 和 (R) 異構體的1:1混合物。
| 乙琥胺的對映異構       | 乙琥胺的對映異構       |
| ---------------------- | ---------------------- |
| CAS-Nummer: 39122-20-8 | CAS-Nummer: 39122-19-5 |

## 社會與文化

### 成本
截至2019年，美國曾有關於乙琥胺價格被製造商哄抬的疑慮。

### 供應情況
乙琥胺在許多國家僅能有限供應。它曾以商品名Emeside和Zarontin銷售。然而這兩種品牌的膠囊製劑都已停產，僅剩通用名藥物在市場上販售。Laboratories for Applied Biology於2005年停產Emeside膠囊。而輝瑞製藥於2007年停產Zarontin膠囊。但此兩品牌的糖漿製劑仍在供應中。